# Taraxacum macranthoides
Taraxacum macranthoides — вид квіткових рослин з родини айстрових (Asteraceae). Вид зростає в Європі: Чехія, Данія, Фінляндія, Німеччина, Польща, Швеція; інтродукований до Великої Британії; це багаторічна рослина помірних біомів.

## Опис
Досить велика, розпростерта вгору кульбаба з безліччю вузьколанцетних досить темно-зелених запушених листків. Черешки досить довгі, з вузькими крилами, зовнішніх листків білі, внутрішніх — рожеві, іноді ледь помітні. Бічних часток листа 3–5, короткі, сигмоподібні, дещо загнуті. Кінцеві частки листя, довгі, поділені, підгострі, стають довшими у внутрішніх листках, коли довжина листа становить майже половину. Зовнішні приквітки розпростерті, досить широкі та утворюють йорж. Квіткова голова досить велика, до 60 мм в діаметрі +, більш-менш плоска в розширеному стані.